# 오스틴 스미스 (사격 선수)
오스틴 주얼 스미스(스페인어: Austen Jewell Smith, 2001년 7월 23일~)는 미국의 사격 선수로 주 종목은 스키트이다. 2024년 하계 올림픽에서 여자 스키트 종목 동메달을 획득했으며 빈센트 핸콕과 함께 스키트 혼성 단체전 은메달을 획득했다.